# Guido Pereira

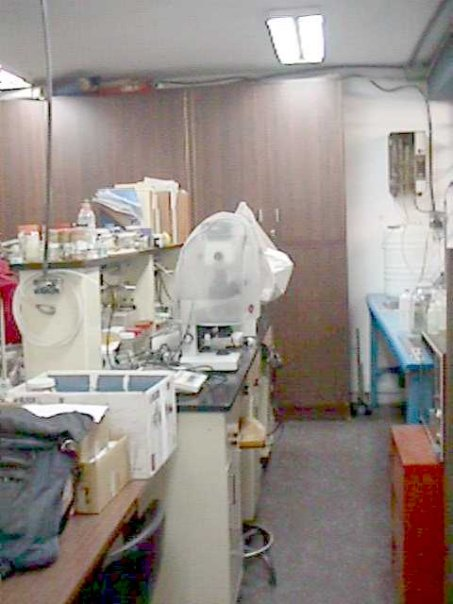
Laboratorio de Biología de Crustáceos del Instituto de Zoología y Ecología Tropical

Guido Pereira (n. 3 de diciembre de 1951- † 22 de junio de 2015) fue un biólogo venezolano egresado de la Universidad Central de Venezuela, es reconocido en el mundo de la carcinología por sus trabajos sobre los camarones del género Macrobrachium y por los anostracos de la familia Thamnocephalidae.

## Reseña biográfica

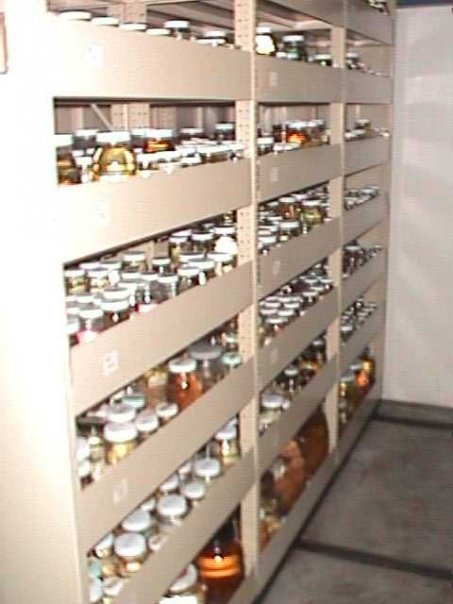
Colección de crustáceos del Museo de Biología de la Universidad Central de Venezuela

Guido Agustín Pereira Suárez es un biólogo egresado de la Universidad Central de Venezuela en 1980 con doctorado de la University of Maryland, Estados Unidos en 1988.
Desde su grado en 1980 se ha desempeñado como personal del Instituto de Zoología y Ecología Tropical de la Universidad Central de Venezuela. En dicha institución se desempeñó como jefe de la sección de Fauna Acuática, coordinador del Posgrado de Zoología, director del Instituto para el periodo 2000-2003 y curador de la colección de crustáceos del Museo de Biología de la Universidad Central de Venezuela.
En la actualidad se desempeña en el Ministerio del Poder Popular para el Ambiente e Industrias Ligeras

## Publicaciones

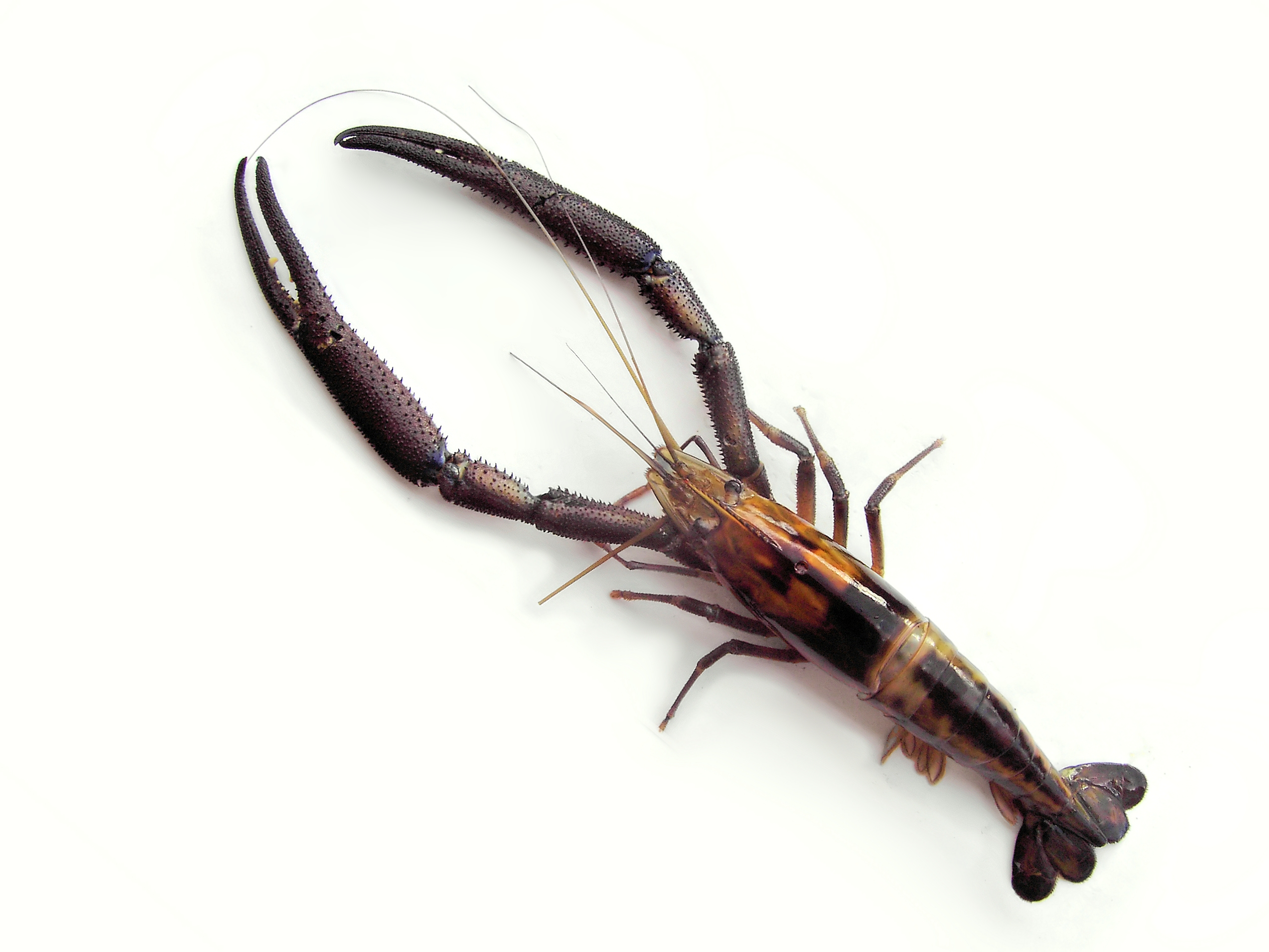
Macrobrachium carcinus

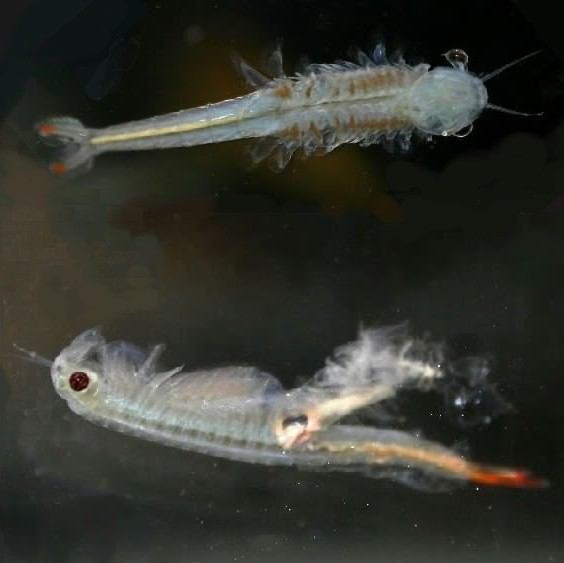
Dendrocephalus geayi

- Contribución al conocimiento de Anostraca y Notostraca de Venezuela (Crustacea Branchiopoda) con una clave para su identificación.[8]
- El camarón gigante de nuestros ríos.[9]
- Thamnocephalus venezuelensis, New species (Anostraca: Thamnocephalidae), first report of Thamnocephalus in south America.[10]
- Taxonomic importance of the frontal appendage in the genus Dendrocephalus. (Anostraca: Thamnocephalidae).[11]
- [12]
- Algunos aspectos de la depredación por parte de los peces sobre el bentos del Lago de Valencia, Venezuela.[13]
- Two new species of Dendrocephalus (Anostraca: Thamnocephalidae) from Venezuela.[14]
- Freshwater shrimps from Venezuela III: Macrobrachium quelchi (De Man) and Euryrhynchus pemoni, n, sp. (Crustacea: Decapoda: Palaemonidae) from la Gran Sabana.[15]
- Freshwater shrimps from Venezuela I: seven new species of Palaemoninae (Crustacea: Decapoda: Palaemonidae).[16]
- Three new species of Dendrocephalus (Anostraca: Thamnocephalidae) from Central and South America.[17]
- Camarones de agua dulce de Venezuela II. Nuevas adiciones en las familias Atyidae y Palaemonidae (Crustacea, Decapoda, Caridea).[18]
- New species, cladistic relationships, and biogeography of the genus Fredius (Decapoda: Branchyura: Pseudothelphusidae) from South America.[19]
- A description of a new species of Macrobrachium from Peru, and distributional records for Macrobrachium brasiliensis (Heller) (Crustacea: Decapoda: Palaemonidae).[20]
- Larval development and population biology of Dendrocephalus geayi Daday, 1908 (Anostraca) in temporary ponds from Venezuela.[21]
- Contribución al conocimiento de los crustáceos y moluscos de la Península de Paria / Parte I: Crustacea: Decapoda.[22]
- Larval development of Macrobrachium reyesi Pereira (Decapoda: Palaemonidae), with a discusion on the origin of abbreviated development in Palaemonids.[23]
- Larval development and biometry of cysts in Thamnocephalus venezuelensis Belk & Pereira 1982 (ANOSTRACA).[24]
- Sobre la presencia de los crustáceos Micratya poeyi, Xiphocaris elongata (Decapoda, Atyidae y Xiphocarididae) y Moina macrocopa macrocopa (Cladocera, Moinidae) en Venezuela.[25]
- “A new species of Dendrocephalus (Anostraca, Thamnocephalidae) from Argentina”.[26]
- Primer reporte de una población silvestre, reproductiva de Macrobrachium Rosembergii (De Man) (Crustacea, Decapoda, Palaemonidae) en Venezuela.[27]
- Inventario de los crustáceos decápodos de las zonas altas y media del delta del río Orinoco, Venezuela.[28]
- A cladistic analysis of the freshwater shrimps of the family Palaemonidae (Crustacea, Decapoda, Caridae).[29]
- Estudio sobre el cultivo de Metacyclops mendocinus (Crustacea, Copepoda) y su utilización en ensayos toxicológicos acuáticos.[30]
- Biodiversidad y biología reproductiva de crustáceos dulceacuícolas de América del Sur.[31]
- Efecto de la temperatura y la dieta sobre el crecimiento y producción de huevos en individuos de la especie de camarón duende Thamnocephalus venezuelensis (Crustacea: Anostraca: Thamnocephalidae).[32]
- Bioactive oxoapophine alkaloids from Guatteria calva.[33]
- Phylogenetic relation in some species of the genus Macrobrachium bases on nucleotide sequenses of the mitochondial gene cytochrome oxidase I.[34]
- The first two larval stages of two freshwater sheimps genus Macrobrachium (Decapoda, Palaemonidae) reared in the laboratory, with a discussion on the significance of abbreviated development for the radiation of the genus.[35]
- Divergent life history traits in two closely related species of Simocephalus (Cladocera: Dapnidae) inhabiting lentic enviroments in Venezuela.[36]
- Eclosión de quistes en dos especies de Dendrocephalus (Anostraca: Thamnocephalidae) de uso potencial como alimento en acuacultura.[37]
- A review of the clam shrimp family Limnadiidae (Branchiopoda, Conchostraca) from Venezuela, with the description of a new species.[38]
- Cultivo de la artemia de agua dulce. I: Obtención de un banco de huevos de resistencia de Dendrocephalus geayi Daday, 1908. (Crustacea, Anostraca, Thamnocephalidae), en la Estación Experimental Guanapito, Edo. Guárico.[39]
- The distribution of fishs and patterns of biodiversity in the Caura river basin, Bolívar State, Venezuela.[40]
- A review of the clam shrimp family Leptestheridae (Crustacea: Branchiopoda: Sinicaudata) from Venezuela, with descriptions of two new species.[41]
- Inventario de los crustáceos decápodos de la cuenca del río Caura, Estado Bolívar, Venezuela: riqueza de especies, hábitat, aspectos zoogeográficos e implicaciones de conservación.[42]
- Crustáceos decapados del bajo delta del río Orinoco: Biodiversidad y estructura comunitaria.[43]
- Diversidad de macroinvertebrados bentónicos del golfo de Paria y delta del Orinoco.[44]
- Lista de Macroinvertebrados Bentónicos colectados durante la Expedición AquaRAP al golfo de Paria y delta del Orinoco, Venezuela, diciembre de 2002[45]
- Description of georeferenced localities and sampling stations during the AquaRAP survey of the Gulf of Paria and Orinoco Delta, Venezuela, December 2002. Benthic invertebrates and crustaceans.[46]
- Localidades georeferenciadas y estaciones de muestreo del grupo de Bentos y Crustáceos de la expedición AquaRAP al golfo de Paria y delta del Orinoco, Venezuela, diciembre de 2002.[47]
- Primer registro del mejillón dátil asiático Musculina senhousia (Benson, 1842) (Bivalvia-Mytilidae): especie introducida en Venezuela.[48]
- A Surrey of the aquatic invertebrates of the Coppename river central Suriname Nature Reserve[49]
- Comunidad de crustáceos de la confluencia de los ríos Orinoco y Ventuari, estado Amazonas, Venezuela.[50]
- Macroinvertebrados bénticos de la confluencia de los ríos Orinoco y Ventuari, Estado Amazonas, Venezuela.[51]
- Crecimiento de microalgas de agua dulce, en dos medios de cultivo Guillard y un fertilizante comercial Nitrofoska.[52]
- Tasa de filtración e ingestión de Simocephalus vetulus (Müller, 1776) (Crustacea:Clodocera) alimentado con Selenastrum capricornutum Printz, 1914 y Chlorella vulgaris Beijerinck, 1890.[53]
- A new species of Macrobrachium (Crustacea: Decapoda: Palaemonidae) from the Venezuelan Guayana.[54]
- Assessment of the decapod crustacean diversity in the Guayana Shield region aiming at conservation decisions.[55]
- Lista de los crustáceos decápodos de la cuenca del río Orinoco (Colombia-Venezuela).[56]
- Crustáceos decápodos de la Orinoquia: biodiversidad, consideraciones biogeográficas y conservación.[57]
- Evaluación de las tazas de filtración e ingestión de Dendrocephalus spartaenovae (Crustacea: Anostraca: Thamnocephalidae) con Pseudokirchneriella subcapita y Chlorella vulgaris en condiciones de laboratorio.[58]
- Supervivencia de Dendrocephalus spartaenovae (Crustacea: Anostraca: Thamnocephalidae) alimentado con un cultivo mixto de microalgas.[59]

## Taxas nombradas

### Familia Leptestheriidae
- Leptestheria brevispina García & Pereira 2003
- Leptestheria cristata García & Pereira 2003

### Familia Limnadiide
- Eulimnadia follisimilis Pereira & García, 2001

### Familia Palaemonidae
- Euryrhynchus pemoni Pereira, 1985
- Macrobrachium atabapense Pereira, 1986
- Macrobrachium depressimanum Pereira, 1993
- Macrobrachium dierythrum Pereira, 1986
- Macrobrachium manningi Pereira & Lasso, 2007
- Macrobrachium pectinatum Pereira, 1986
- Macrobrachium pumilum Pereira, 1986
- Macrobrachium reyesi Pereira, 1986
- Macrobrachium rodriguezi Pereira, 1986
- Palaemonetes mercedae Pereira, 1986

### Familia Pseudothelphusidae
- Fredius adpressus Rodíguez & Pereira, 1992
- Fredius adpressus piaroensis Rodíguez & Pereira, 1992
- Fredius estevisi siapensis Rodíguez & Pereira, 1992
- Fredius platycanthus Rodíguez & Pereira, 1992

### Familia Thamnocephalidae
- Dendrocephalus affinis Pereira, 1984
- Dendrocephalus argentinus Pereira, 1987
- Dendrocephalus conosuris Pereira & Ruiz, 1995
- Dendrocephalus sarmentosus Pereira, 1987
- Dendrocephalus sarmentosus Pereira, 1987
- Dendrocephalus venezolanus Pereira, 1984
- Thamnocephalus venezuelensis Belk & Pereira, 1982

## Abreviatura (zoología)
La abreviatura Pereira  se emplea para indicar a Guido Pereira como autoridad en la descripción y taxonomía en zoología.